# Viện lưu trữ phim quốc gia
Viện lưu trữ phim quốc gia (tiếng Anh: National Film Registry) là một cơ quan đăng ký các phim do Ban bảo tồn phim quốc gia (National Film Preservation Board) của Hoa Kỳ chọn lựa, thuộc Thư viện Quốc hội (Hoa Kỳ). Ban này được thành lập bởi Đạo luật bảo tồn phim quốc gia (National Film Preservation Act) năm 1988, được tái ủy quyền các năm 1992, 1996 và 2005 bởi các đạo luật của Quốc hội Hoa Kỳ. Luật năm 1996 cũng thiết lập một Quỹ bảo tồn phim quốc gia phi lợi nhuận, được nhập vào "Ban bảo tồn phim quốc gia", nhưng tiền do khu vực tư tài trợ.
Viện lưu trữ phim quốc gia mỗi năm đưa vào bảo tồn 25 phim có ý nghĩa về văn hóa, lịch sử hoặc thẩm mỹ. Để được chọn, các phim này phải được sản xuất ít nhất từ 10 năm trước.
Các phim được chọn không được là phim truyện quá dài, hoặc đã bán cho rạp chiếu bóng. Viện lưu trữ phim quốc gia được cho là nơi có đầy đủ di sản phim Mỹ đa dạng, trong đó có các phim cổ điển của Hollywood tới các phim gọi là phim mồ côi (orphan film), phim thời sự, phim câm, phim thực nghiệm, phim hết Quyền tác giả, phim nghiệp dư có ý nghĩa, phim tài liệu, phim độc lập (independent film), phim làm ở nhà và thậm chí cả phim truyền hình. Năm 2008, nơi đây có 500 phim được bảo tồn.
Phim mới được chọn gần đây là phim Fargo (1996), trong khi phim lâu đời nhất là phim Blacksmith Scene (1893). Năm có nhiều phim nhất được đưa vào danh sách là năm 1939 với 19 phim.

## Các tên phim
Bạn có thể thay đổi thứ tự phim bằng cách bấm vào tên cột
| Tên phim                                                             | Năm sản xuất | Năm đăng ký |
| -------------------------------------------------------------------- | ------------ | ----------- |
| 12 Angry Men                                                         | 1957         | 2007        |
| 2001: A Space Odyssey                                                | 1968         | 1991        |
| 42nd Street                                                          | 1933         | 1998        |
| 7th Voyage of Sinbad, The                                            | 1958         | 2008        |
| Abbott and Costello Meet Frankenstein                                | 1948         | 2001        |
| Adam's Rib                                                           | 1949         | 1992        |
| Adventures of Robin Hood, The                                        | 1938         | 1995        |
| African Queen, The                                                   | 1951         | 1994        |
| Alien                                                                | 1979         | 2002        |
| All About Eve                                                        | 1950         | 1990        |
| All My Babies                                                        | 1953         | 2002        |
| All Quiet on the Western Front                                       | 1930         | 1990        |
| All That Heaven Allows                                               | 1955         | 1995        |
| All That Jazz                                                        | 1979         | 2001        |
| All the King's Men                                                   | 1949         | 2001        |
| America, America                                                     | 1963         | 2001        |
| American Graffiti                                                    | 1973         | 1995        |
| Một người Mỹ ở Paris                                                 | 1951         | 1993        |
| Annie Hall                                                           | 1977         | 1992        |
| Antonia: A Portrait of the Woman                                     | 1974         | 2003        |
| Apartment, The                                                       | 1960         | 1994        |
| Apocalypse Now                                                       | 1979         | 2000        |
| Applause                                                             | 1929         | 2006        |
| Asphalt Jungle, The                                                  | 1950         | 2008        |
| Atlantic City                                                        | 1980         | 2003        |
| Awful Truth, The                                                     | 1937         | 1996        |
| Baby Face                                                            | 1933         | 2005        |
| Bad and the Beautiful, The                                           | 1952         | 2002        |
| Back to the Future                                                   | 1985         | 2007        |
| Badlands                                                             | 1973         | 1993        |
| Band Wagon, The                                                      | 1953         | 1995        |
| Bank Dick, The                                                       | 1940         | 1992        |
| Battle of San Pietro, The                                            | 1945         | 1991        |
| Người đẹp và quái vật                                                | 1991         | 2002        |
| Ben-Hur                                                              | 1925         | 1997        |
| Ben-Hur                                                              | 1959         | 2004        |
| Best Years of Our Lives, The                                         | 1946         | 1989        |
| Big Business                                                         | 1929         | 1992        |
| Big Parade, The                                                      | 1925         | 1992        |
| Big Sleep, The                                                       | 1946         | 1997        |
| Big Trail, The                                                       | 1930         | 2006        |
| Birth of a Nation, The                                               | 1915         | 1992        |
| Black Pirate, The                                                    | 1926         | 1993        |
| Black Stallion, The                                                  | 1979         | 2002        |
| Blacksmith Scene                                                     | 1893         | 1995        |
| Blade Runner                                                         | 1982         | 1993        |
| Blazing Saddles                                                      | 1974         | 2006        |
| Blood of Jesus, The                                                  | 1941         | 1991        |
| Blue Bird, The                                                       | 1918         | 2004        |
| Bonnie and Clyde                                                     | 1967         | 1992        |
| Boyz n the Hood                                                      | 1991         | 2002        |
| Bride of Frankenstein                                                | 1935         | 1998        |
| Cầu qua sông Kwai                                                    | 1957         | 1997        |
| Bringing Up Baby                                                     | 1938         | 1990        |
| Broken Blossoms                                                      | 1919         | 1996        |
| Bronx Morning, A                                                     | 1931         | 2004        |
| Buffalo Creek Flood: An Act of Man, The                              | 1975         | 2005        |
| Bullitt                                                              | 1968         | 2007        |
| Butch Cassidy and the Sundance Kid                                   | 1969         | 2003        |
| Cabaret                                                              | 1972         | 1995        |
| Cameraman, The                                                       | 1928         | 2005        |
| Carmen Jones                                                         | 1954         | 1992        |
| Casablanca                                                           | 1942         | 1989        |
| Castro Street                                                        | 1966         | 1992        |
| Cat People                                                           | 1942         | 1993        |
| Chan Is Missing                                                      | 1982         | 1995        |
| Cheat, The                                                           | 1915         | 1993        |
| Chechahcos, The                                                      | 1924         | 2003        |
| Chinatown                                                            | 1974         | 1991        |
| Chulas Fronteras                                                     | 1976         | 1993        |
| Công dân Kane                                                        | 1941         | 1989        |
| City, The                                                            | 1939         | 1998        |
| City Lights                                                          | 1931         | 1991        |
| Civilization                                                         | 1916         | 1999        |
| Clash of the Wolves                                                  | 1925         | 2004        |
| Close Encounters of the Third Kind                                   | 1977         | 2007        |
| Cologne: From the Diary of Ray and Esther                            | 1939         | 2001        |
| Commandment Keeper Church, Beaufort, South Carolina (May 1940)       | 1940         | 2005        |
| Conversation, The                                                    | 1974         | 1995        |
| Cool Hand Luke                                                       | 1967         | 2005        |
| Cool World, The                                                      | 1963         | 1994        |
| Cops                                                                 | 1922         | 1997        |
| Corner in Wheat, A                                                   | 1909         | 1994        |
| Court Jester, The                                                    | 1956         | 2004        |
| Crowd, The                                                           | 1928         | 1989        |
| Curse of Quon Gwon, The                                              | 1916-17      | 2006        |
| Czechoslovakia 1968                                                  | 1969         | 1997        |
| Dance, Girl, Dance                                                   | 1940         | 2007        |
| Dances with Wolves                                                   | 1990         | 2007        |
| Daughter of Shanghai                                                 | 1937         | 2006        |
| Daughters of the Dust                                                | 1991         | 2004        |
| David Holzman's Diary                                                | 1968         | 1991        |
| Day the Earth Stood Still, The                                       | 1951         | 1995        |
| Days of Heaven                                                       | 1978         | 2007        |
| Dead Birds                                                           | 1964         | 1998        |
| Người thợ săn nai                                                    | 1978         | 1996        |
| Deliverance                                                          | 1972         | 2008        |
| Destry Rides Again                                                   | 1939         | 1996        |
| Detour                                                               | 1945         | 1992        |
| Dickson Experimental Sound Phim                                      | 1894-95      | 2003        |
| Disneyland Dream                                                     | 1956         | 2008        |
| D.O.A.                                                               | 1950         | 2004        |
| Do the Right Thing                                                   | 1989         | 1999        |
| Docks of New York, The                                               | 1928         | 1999        |
| Dodsworth                                                            | 1936         | 1990        |
| Dog Star Man                                                         | 1964         | 1992        |
| Dont Look Back                                                       | 1967         | 1998        |
| Double Indemnity                                                     | 1944         | 1992        |
| Dr. Strangelove or: How I Learned to Stop Worrying and Love the Bomb | 1964         | 1989        |
| Dracula                                                              | 1931         | 2000        |
| Drums of Winter                                                      | 1988         | 2006        |
| Duck Amuck                                                           | 1953         | 1999        |
| Duck and Cover                                                       | 1951         | 2004        |
| Duck Soup                                                            | 1933         | 1990        |
| E.T. the Extra-Terrestrial                                           | 1982         | 1994        |
| Early Abstractions                                                   | 1939-56      | 2006        |
| Easy Rider                                                           | 1969         | 1998        |
| Eaux d'artifice                                                      | 1953         | 1993        |
| El Norte                                                             | 1983         | 1995        |
| Emperor Jones, The                                                   | 1933         | 1999        |
| Empire                                                               | 1964         | 2004        |
| Endless Summer, The                                                  | 1966         | 2002        |
| Enter the Dragon                                                     | 1973         | 2004        |
| Eraserhead                                                           | 1977         | 2004        |
| Evidence of the Film                                                 | 1913         | 2001        |
| Exploits of Elaine, The                                              | 1914         | 1994        |
| Face in the Crowd, A                                                 | 1957         | 2008        |
| Fall of the House of Usher, The                                      | 1928         | 2000        |
| Fantasia                                                             | 1940         | 1990        |
| Fargo                                                                | 1996         | 2006        |
| Fast Times at Ridgemont High                                         | 1982         | 2005        |
| Fatty's Tintype Tangle                                               | 1915         | 1995        |
| Phim Portrait                                                        | 1970         | 2003        |
| Five Easy Pieces                                                     | 1970         | 2000        |
| Flash Gordon                                                         | 1936         | 1996        |
| Flesh and the Devil                                                  | 1927         | 2006        |
| Flower Drum Song                                                     | 1961         | 2008        |
| Foolish Wives                                                        | 1922         | 2008        |
| Footlight Parade                                                     | 1933         | 1992        |
| Force of Evil                                                        | 1948         | 1994        |
| Forgotten Frontier, The                                              | 1931         | 1996        |
| Four Horsemen of the Apocalypse, The                                 | 1921         | 1995        |
| Jenkins Orphanage Band (Fox Movietone News)                          | 1928         | 2003        |
| Frank Phim                                                           | 1973         | 1996        |
| Frankenstein                                                         | 1931         | 1991        |
| Freaks                                                               | 1932         | 1994        |
| Free Radicals                                                        | 1979         | 2008        |
| French Connection, The                                               | 1971         | 2005        |
| Freshman, The                                                        | 1925         | 1990        |
| From Here to Eternity                                                | 1953         | 2002        |
| From Stump to Ship                                                   | 1930         | 2002        |
| From the Manger to the Cross                                         | 1912         | 1998        |
| Fuji                                                                 | 1974         | 2002        |
| Fury                                                                 | 1936         | 1995        |
| Garlic Is As Good As Ten Mothers                                     | 1980         | 2004        |
| General, The                                                         | 1927         | 1989        |
| George Stevens World War II Footage                                  | 1943-46      | 2008        |
| Gerald McBoing-Boing                                                 | 1951         | 1995        |
| Gertie the Dinosaur                                                  | 1914         | 1991        |
| Giant                                                                | 1956         | 2005        |
| Gigi                                                                 | 1958         | 1991        |
| Glimpse of the Garden                                                | 1957         | 2007        |
| Bố già                                                               | 1972         | 1990        |
| Bố già: Phần II                                                      | 1974         | 1993        |
| Going My Way                                                         | 1944         | 2004        |
| Gold Diggers of 1933                                                 | 1933         | 2003        |
| Gold Rush, The                                                       | 1925         | 1992        |
| Cuốn theo chiều gió                                                  | 1939         | 1989        |
| Goodfellas                                                           | 1990         | 2000        |
| Graduate, The                                                        | 1967         | 1996        |
| Grand Hotel                                                          | 1932         | 2007        |
| Chùm nho nổi giận                                                    | 1940         | 1989        |
| Grass                                                                | 1925         | 1997        |
| Great Dictator, The                                                  | 1940         | 1997        |
| Great Train Robbery, The                                             | 1903         | 1990        |
| Greed                                                                | 1924         | 1991        |
| Groundhog Day                                                        | 1993         | 2006        |
| Gun Crazy                                                            | 1949         | 1998        |
| Gunga Din                                                            | 1939         | 1999        |
| H2O                                                                  | 1929         | 2005        |
| Hallelujah                                                           | 1929         | 2008        |
| Halloween                                                            | 1978         | 2006        |
| Hands Up!                                                            | 1926         | 2005        |
| Harlan County, USA                                                   | 1976         | 1990        |
| Harold and Maude                                                     | 1972         | 1997        |
| Heiress, The                                                         | 1949         | 1996        |
| Hell's Hinges                                                        | 1916         | 1994        |
| High Noon                                                            | 1952         | 1989        |
| High School                                                          | 1969         | 1991        |
| Hindenburg Disaster Newsreel Footage                                 | 1937         | 1997        |
| His Girl Friday                                                      | 1940         | 1993        |
| Hitch-Hiker, The                                                     | 1953         | 1998        |
| Hoop Dreams                                                          | 1994         | 2005        |
| Hoosiers                                                             | 1986         | 2001        |
| Hospital                                                             | 1970         | 1994        |
| Hospital, The                                                        | 1971         | 1995        |
| House I Live In, The                                                 | 1945         | 2007        |
| House in the Middle, The                                             | 1954         | 2001        |
| House of Usher                                                       | 1960         | 2005        |
| How Green Was My Valley                                              | 1941         | 1990        |
| How the West Was Won                                                 | 1962         | 1997        |
| Hunters, The                                                         | 1957         | 2003        |
| Hustler, The                                                         | 1961         | 1997        |
| I Am a Fugitive from a Chain Gang                                    | 1932         | 1991        |
| Imitation of Life                                                    | 1934         | 2005        |
| Immigrant, The                                                       | 1917         | 1998        |
| In a Lonely Place                                                    | 1950         | 2007        |
| In Cold Blood                                                        | 1967         | 2008        |
| In the Heat of the Night                                             | 1967         | 2002        |
| In the Land of the Head Hunters                                      | 1914         | 1999        |
| In the Street                                                        | 1948         | 2006        |
| Intolerance                                                          | 1916         | 1989        |
| Invasion of the Body Snatchers                                       | 1956         | 1994        |
| Invisible Man, The                                                   | 1933         | 2008        |
| It                                                                   | 1927         | 2001        |
| It Happened One Night                                                | 1934         | 1993        |
| It's a Wonderful Life                                                | 1946         | 1990        |
| Italian, The                                                         | 1915         | 1991        |
| Jailhouse Rock                                                       | 1957         | 2004        |
| Jam Session                                                          | 1942         | 2001        |
| Jeffries-Johnson World's Championship Boxing Contest                 | 1910         | 2005        |
| Jammin' the Blues                                                    | 1944         | 1995        |
| Hàm cá mập                                                           | 1975         | 2001        |
| Jazz on a Summer's Day                                               | 1959         | 1999        |
| Jazz Singer, The                                                     | 1927         | 1996        |
| Johnny Guitar                                                        | 1954         | 2008        |
| Killer of Sheep                                                      | 1977         | 1990        |
| Killers, The                                                         | 1946         | 2008        |
| King: a Phimed Record...Montgomery To Memphis                        | 1970         | 1999        |
| King Kong                                                            | 1933         | 1991        |
| Kiss, The                                                            | 1896         | 1999        |
| Kiss Me Deadly                                                       | 1955         | 1999        |
| Kannapolis, NC                                                       | 1941         | 2004        |
| Knute Rockne, All American                                           | 1940         | 1997        |
| Koyaanisqatsi                                                        | 1983         | 2000        |
| Lady Eve, The                                                        | 1941         | 1994        |
| Lady Helen's Escapade                                                | 1909         | 2004        |
| Lady Windermere's Fan                                                | 1925         | 2002        |
| Lambchops                                                            | 1929         | 1999        |
| Land Beyond the Sunset                                               | 1912         | 2000        |
| Lassie Come Home                                                     | 1943         | 1993        |
| Last Command, The                                                    | 1928         | 2006        |
| Last of the Mohicans, The                                            | 1920         | 1995        |
| Last Picture Show, The                                               | 1971         | 1998        |
| Laura                                                                | 1944         | 1999        |
| Lawrence of Arabia                                                   | 1962         | 1991        |
| Learning Tree, The                                                   | 1969         | 1989        |
| Let's All Go To the Lobby                                            | 1957         | 2000        |
| Letter from an Unknown Woman                                         | 1948         | 1992        |
| Life and Death of 9413: a Hollywood Extra, The                       | 1927         | 1997        |
| Life and Times of Rosie the Riveter, The                             | 1980         | 1996        |
| Life of Emile Zola, The                                              | 1937         | 2000        |
| Little Caesar                                                        | 1930         | 2000        |
| Little Fugitive                                                      | 1953         | 1997        |
| Little Miss Marker                                                   | 1934         | 1998        |
| Living Desert, The                                                   | 1953         | 2000        |
| Lost World, The                                                      | 1925         | 1998        |
| Louisiana Story                                                      | 1948         | 1994        |
| Love Finds Andy Hardy                                                | 1938         | 2000        |
| Love Me Tonight                                                      | 1932         | 1990        |
| MASH                                                                 | 1970         | 1996        |
| Magical Maestro                                                      | 1952         | 1993        |
| Magnificent Ambersons, The                                           | 1942         | 1991        |
| Making of an American                                                | 1920         | 2005        |
| Maltese Falcon, The                                                  | 1941         | 1989        |
| Man Who Shot Liberty Valance, The                                    | 1962         | 2007        |
| Manchurian Candidate, The                                            | 1962         | 1994        |
| Manhatta                                                             | 1921         | 1995        |
| Manhattan                                                            | 1979         | 2001        |
| March, The                                                           | 1964         | 2008        |
| March of Time: Inside Nazi Germany                                   | 1938         | 1993        |
| Marian Anderson: the Lincoln Memorial Concert                        | 1939         | 2001        |
| Marty                                                                | 1955         | 1994        |
| Master Hands                                                         | 1936         | 1999        |
| Matrimony's Speed Limit                                              | 1913         | 2003        |
| Mean Streets                                                         | 1973         | 1997        |
| Medium Cool                                                          | 1969         | 2003        |
| Meet Me in St. Louis                                                 | 1944         | 1994        |
| Melody Ranch                                                         | 1940         | 2002        |
| Memphis Belle                                                        | 1944         | 2001        |
| Meshes of the Afternoon                                              | 1943         | 1990        |
| Midnight Cowboy                                                      | 1969         | 1994        |
| Mighty Like a Moose                                                  | 1926         | 2007        |
| Mildred Pierce                                                       | 1945         | 1996        |
| Miracle of Morgan's Creek, The                                       | 1944         | 2001        |
| Miracle on 34th Street                                               | 1947         | 2005        |
| Miss Lulu Bett                                                       | 1922         | 2001        |
| Modern Times                                                         | 1936         | 1989        |
| Modesta                                                              | 1956         | 1998        |
| Mom and Dad                                                          | 1944         | 2005        |
| Morocco                                                              | 1930         | 1992        |
| Motion Painting No. 1                                                | 1947         | 1997        |
| Movie, A                                                             | 1958         | 1994        |
| Mr. Smith Goes to Washington                                         | 1939         | 1989        |
| Multiple Sidosis                                                     | 1970         | 2000        |
| Music Box, The                                                       | 1932         | 1997        |
| Music Man, The                                                       | 1962         | 2005        |
| My Darling Clementine                                                | 1946         | 1991        |
| My Man Godfrey                                                       | 1936         | 1999        |
| Naked City, The                                                      | 1948         | 2007        |
| Naked Spur, The                                                      | 1953         | 1997        |
| Nanook of the North                                                  | 1922         | 1989        |
| Nashville                                                            | 1975         | 1992        |
| National Lampoon's Animal House                                      | 1978         | 2001        |
| National Velvet                                                      | 1944         | 2003        |
| Naughty Marietta                                                     | 1935         | 2003        |
| Network                                                              | 1976         | 2000        |
| Night at the Opera, A                                                | 1935         | 1993        |
| Night of the Hunter, The                                             | 1955         | 1992        |
| Night of the Living Dead                                             | 1968         | 1999        |
| Ninotchka                                                            | 1939         | 1990        |
| No Lies                                                              | 1973         | 2008        |
| North by Northwest                                                   | 1959         | 1995        |
| (nostalgia)                                                          | 1971         | 2003        |
| Nothing But a Man                                                    | 1964         | 1993        |
| Notorious                                                            | 1946         | 2006        |
| Now, Voyager                                                         | 1942         | 2007        |
| Nutty Professor, The                                                 | 1963         | 2004        |
| OffOn                                                                | 1968         | 2004        |
| Oklahoma!                                                            | 1955         | 2007        |
| On the Bowery                                                        | 1957         | 2008        |
| On the Waterfront                                                    | 1954         | 1989        |
| Bay trên tổ chim cúc cu                                              | 1975         | 1993        |
| One Froggy Evening                                                   | 1956         | 2003        |
| One Week                                                             | 1920         | 2008        |
| Out of the Past                                                      | 1947         | 1991        |
| Ox-Bow Incident, The                                                 | 1943         | 1998        |
| Our Day                                                              | 1938         | 2007        |
| Outlaw Josey Wales, The                                              | 1976         | 1996        |
| Pass the Gravy                                                       | 1928         | 1998        |
| Paths of Glory                                                       | 1957         | 1992        |
| Patton                                                               | 1970         | 2003        |
| Pawnbroker, The                                                      | 1965         | 2008        |
| Pearl, The                                                           | 1948         | 2002        |
| Peege                                                                | 1972         | 2007        |
| Perils of Pauline, The                                               | 1914         | 2008        |
| Peter Pan                                                            | 1924         | 2000        |
| Phantom of the Opera, The                                            | 1925         | 1998        |
| Philadelphia Story, The                                              | 1940         | 1995        |
| Pinocchio                                                            | 1940         | 1994        |
| Place in the Sun, A                                                  | 1951         | 1991        |
| Planet of the Apes                                                   | 1968         | 2001        |
| Plow That Broke the Plains, The                                      | 1936         | 1999        |
| Point of Order                                                       | 1964         | 1993        |
| Poor Little Rich Girl, The                                           | 1917         | 1991        |
| Popeye the Sailor Meets Sinbad the Sailor                            | 1936         | 2004        |
| Porky in Wackyland                                                   | 1938         | 2000        |
| Power of the Press, The                                              | 1928         | 2005        |
| Powers of Ten                                                        | 1978         | 1998        |
| President McKinley Inauguration Footage                              | 1901         | 2000        |
| Primary                                                              | 1960         | 1990        |
| Princess Nicotine; or, The Smoke Fairy                               | 1909         | 2003        |
| Prisoner of Zenda, The                                               | 1937         | 1991        |
| Producers, The                                                       | 1968         | 1996        |
| Psycho                                                               | 1960         | 1992        |
| Public Enemy, The                                                    | 1931         | 1998        |
| Pull My Daisy                                                        | 1959         | 1996        |
| Punch Drunks                                                         | 1934         | 2002        |
| Pups is Pups                                                         | 1930         | 2004        |
| Raging Bull                                                          | 1980         | 1990        |
| Raiders of the Lost Ark                                              | 1981         | 1999        |
| Raisin in the Sun, A                                                 | 1961         | 2005        |
| Rear Window                                                          | 1954         | 1997        |
| Rebel Without a Cause                                                | 1955         | 1990        |
| Red Dust                                                             | 1932         | 2006        |
| Red River                                                            | 1948         | 1990        |
| Regeneration                                                         | 1915         | 2000        |
| Reminiscences of a Journey to Lithuania                              | 1971-72      | 2006        |
| Republic Steel Strike Riot Newsreel Footage                          | 1937         | 1997        |
| Return of the Secaucus 7                                             | 1980         | 1997        |
| Ride the High Country                                                | 1962         | 1992        |
| Rip Van Winkle                                                       | 1896         | 1995        |
| River, The                                                           | 1937         | 1990        |
| Road to Morocco                                                      | 1942         | 1996        |
| Rocky                                                                | 1976         | 2006        |
| Rocky Horror Picture Show, The                                       | 1975         | 2005        |
| Roman Holiday                                                        | 1953         | 1999        |
| Rose Hobart                                                          | 1936         | 2001        |
| Sabrina                                                              | 1954         | 2002        |
| Safety Last                                                          | 1923         | 1994        |
| Salesman                                                             | 1969         | 1992        |
| Salomé                                                               | 1923         | 2000        |
| Salt of the Earth                                                    | 1954         | 1992        |
| San Francisco earthquake and fire                                    | 1906         | 2005        |
| Scarface                                                             | 1932         | 1994        |
| Schindler's List                                                     | 1993         | 2004        |
| Searchers, The                                                       | 1956         | 1989        |
| Serene Velocity                                                      | 1970         | 2001        |
| Sergeant York                                                        | 1941         | 2008        |
| Seven Brides for Seven Brothers                                      | 1954         | 2004        |
| Seventh Heaven                                                       | 1927         | 1995        |
| sex, lies, and videotape                                             | 1989         | 2006        |
| Sex Life of the Polyp, The                                           | 1928         | 2007        |
| Shadow of a Doubt                                                    | 1943         | 1991        |
| Shadows                                                              | 1959         | 1993        |
| Shaft                                                                | 1971         | 2000        |
| Shane                                                                | 1953         | 1993        |
| She Done Him Wrong                                                   | 1933         | 1996        |
| Sherlock, Jr.                                                        | 1924         | 1991        |
| Sherman's March                                                      | 1986         | 2000        |
| Shock Corridor                                                       | 1963         | 1996        |
| Shop Around the Corner, The                                          | 1940         | 1999        |
| Show Boat                                                            | 1936         | 1996        |
| Show People                                                          | 1928         | 2003        |
| Siege                                                                | 1940         | 2006        |
| Singin' in the Rain                                                  | 1952         | 1989        |
| Sky High                                                             | 1922         | 1998        |
| Snow White                                                           | 1933         | 1994        |
| Nàng Bạch Tuyết và Bảy chú lùn                                       | 1937         | 1989        |
| So's Your Old Man                                                    | 1926         | 2008        |
| Some Like It Hot                                                     | 1959         | 1989        |
| Son of the Sheik, The                                                | 1926         | 2003        |
| Sound of Music, The                                                  | 1965         | 2001        |
| Stagecoach                                                           | 1939         | 1995        |
| Star Is Born, A                                                      | 1954         | 2000        |
| Star Theatre                                                         | 1901         | 2002        |
| Star Wars Episode IV: A New Hope                                     | 1977         | 1989        |
| Steamboat Willie                                                     | 1928         | 1998        |
| Sting, The                                                           | 1973         | 2005        |
| Stormy Weather                                                       | 1943         | 2001        |
| Stranger Than Paradise                                               | 1984         | 2002        |
| Chuyến tàu mang tên dục vọng                                         | 1951         | 1999        |
| Strong Man, The                                                      | 1926         | 2007        |
| St. Louis Blues                                                      | 1929         | 2006        |
| Sullivan's Travels                                                   | 1941         | 1990        |
| Sunrise                                                              | 1927         | 1989        |
| Sunset Boulevard                                                     | 1950         | 1989        |
| Sweet Smell of Success                                               | 1957         | 1993        |
| Swing Time                                                           | 1936         | 2004        |
| T.A.M.I. Show, The                                                   | 1964         | 2006        |
| Tabu                                                                 | 1931         | 1994        |
| Tacoma Narrows Bridge Collapse                                       | 1940         | 1998        |
| Tall T, The                                                          | 1957         | 2000        |
| Tarzan and His Mate                                                  | 1934         | 2003        |
| Taxi Driver                                                          | 1976         | 1994        |
| Tell-Tale Heart, The                                                 | 1953         | 2001        |
| Ten Commandments, The                                                | 1956         | 1999        |
| Terminator, The                                                      | 1984         | 2008        |
| Tess of the Storm Country                                            | 1914         | 2006        |
| Tevye                                                                | 1939         | 1991        |
| Theodore Case Sound Test: Gus Visser and his Singing Duck            | 1925         | 2002        |
| There It Is                                                          | 1928         | 2004        |
| Thief of Bagdad, The                                                 | 1924         | 1996        |
| Thin Blue Line, The                                                  | 1988         | 2001        |
| Thin Man, The                                                        | 1934         | 1997        |
| Thing from Another World, The                                        | 1951         | 2001        |
| Think of Me First as a Person                                        | 1960-75      | 2006        |
| This is Cinerama                                                     | 1952         | 2002        |
| This is Spinal Tap                                                   | 1984         | 2002        |
| Three Little Pigs                                                    | 1933         | 2007        |
| Through Navajo Eyes                                                  | 1966         | 2002        |
| Time for Burning, A                                                  | 1966         | 2005        |
| Time Out of War, A                                                   | 1954         | 2006        |
| Tin Toy                                                              | 1988         | 2003        |
| Tồn tại hay không tồn tại                                            | 1942         | 1996        |
| To Fly!                                                              | 1976         | 1995        |
| Giết con chim nhại                                                   | 1962         | 1995        |
| Tol'able David                                                       | 1921         | 2007        |
| Tom, Tom, the Piper's Son                                            | 1969-71      | 2007        |
| Tootsie                                                              | 1982         | 1998        |
| Top Hat                                                              | 1935         | 1990        |
| Topaz                                                                | 1943-45      | 1996        |
| Touch of Evil                                                        | 1958         | 1993        |
| Toy Story                                                            | 1995         | 2005        |
| Traffic in Souls                                                     | 1913         | 2006        |
| Trance and Dance in Bali                                             | 1936-39      | 1999        |
| Treasure of the Sierra Madre, The                                    | 1948         | 1990        |
| Trouble in Paradise                                                  | 1932         | 1991        |
| Tulips Shall Grow                                                    | 1942         | 1997        |
| Twelve O'Clock High                                                  | 1949         | 1998        |
| Unforgiven                                                           | 1992         | 2004        |
| Verbena Tragica                                                      | 1939         | 1996        |
| Vertigo                                                              | 1958         | 1989        |
| Pat O'Neill                                                          | 1989         | 2008        |
| Wedding March, The                                                   | 1928         | 2003        |
| West Side Story                                                      | 1961         | 1997        |
| Westinghouse Works, 1904                                             | 1904         | 1998        |
| What's Opera, Doc?                                                   | 1957         | 1992        |
| Where Are My Children?                                               | 1916         | 1993        |
| White Fawn's Devotion                                                | 1910         | 2008        |
| White Heat                                                           | 1949         | 2003        |
| Why Man Creates                                                      | 1968         | 2002        |
| Why We Fight                                                         | 1943-45      | 2000        |
| Wild and Woolly                                                      | 1917         | 2002        |
| Wild Bunch, The                                                      | 1969         | 1999        |
| Wild River                                                           | 1960         | 2002        |
| Will Success Spoil Rock Hunter?                                      | 1957         | 2000        |
| Wind, The                                                            | 1928         | 1993        |
| Wings                                                                | 1927         | 1997        |
| Within Our Gates                                                     | 1920         | 1992        |
| Wizard of Oz, The                                                    | 1939         | 1989        |
| Women, The                                                           | 1939         | 2007        |
| Woman of the Year                                                    | 1942         | 1999        |
| Woman Under the Influence, A                                         | 1974         | 1990        |
| Woodstock                                                            | 1970         | 1996        |
| Đồi gió hú                                                           | 1939         | 2007        |
| Yankee Doodle Dandy                                                  | 1942         | 1993        |
| Young Frankenstein                                                   | 1974         | 2003        |
| Young Mr. Lincoln                                                    | 1939         | 2003        |
| Zapruder film                                                        | 1963         | 1994        |